# 高橋忠治
高橋 忠治（たかはし ちゅうじ、1927年5月15日 - 2020年12月23日）は、日本の児童文学者。民話にも造詣が深い。詩人・童話作家としても知られ、地域に根ざした児童文学の創作を掲げる。 

## 来歴
1927年（昭和2年）、長野県飯山市に生まれる。長野師範学校の研究科から法政大学文学部を卒業後教員として故郷に戻り、小学校へ赴任する。教鞭をとりつつ独創性のある教育論を述べ、地元文芸誌「信州白樺」などで連載を行う。民俗学者として特に民話に深く通じ、1955年に日本児童文学者協会に加盟。はまみつをや和田登らとともに信州児童文学会を立ち上げ、1978年から同会会長も務める。1958年から同会発行の文芸誌「とうげの旗」編集委員を務め、数多くの詩や童話を掲載している。
また、童話執筆の傍ら、宮沢賢治や小林一茶など著名な童話作家の足跡をたどって童話文学の分析を行うなどしており、日本児童文学者協会評議員などを務め、農山村の生活と民話との関係の講演を行うなど広く活動している。

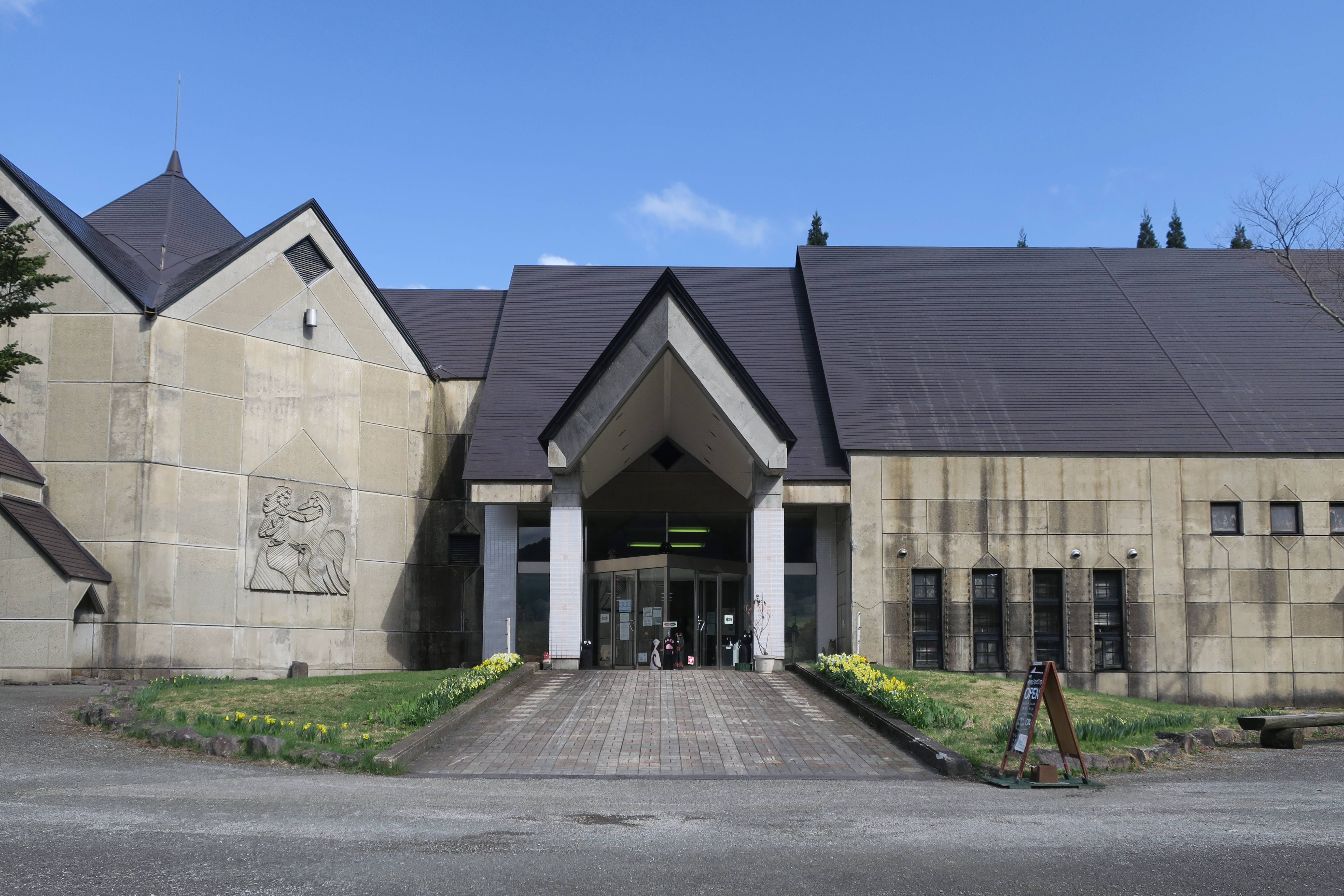
黒姫童話館（長野県信濃町）

詩集「りんろろん」にて1990年に第13回塚原健二郎文学賞、1991年に第9回新美南吉児童文学賞を受賞。1991年8月には黒姫童話館の初代館長となる。退任後は信州児童文学会の会員・顧問となり、会誌の編纂や講演会など児童文学のための活動を行っている。
2015年、長野県須坂創成高等学校の開校に合わせて依頼を受け、同校校歌の作詞提供を行った。
2020年12月23日、急性心不全のため死去。

## 著書
順不同。共著を含む。
- 教育会と義勇軍送出（信州白樺 掲載）
- 詩集「りんろろん」（第13回塚原健二郎文学賞、第9回新美南吉児童文学賞 受賞作）
- 詩集「おふくろとじねんじょ」
- 少年詩集「かんじきの歌」
- 絵本一茶ものがたり
- 信濃民話絵本1 りゅうとびわ（信濃子ども文庫）
- 創作民話絵本「鬼の子ダボラ」
- 創作民話絵本「やまんばしみず」
- 長編童話「黒い石の狩人」
- 長編童話「鬼と山伏」
- 長編童話「あの空の果てに」
- 雪の中の炎
- じろばたとんとん
- だいじなものは
- 信州の民話伝説集成 北信編
- 北アルプス小谷ものがたり
- 評論集「児童文学の世界」
- 信濃の伝記シリーズ4「飯沼正明─夢と冒険の飛行士」
- 千曲川大紀行 日本一の大河・千曲川のすべて（千曲川の民話伝説の章のみ）

## 参考
- 宝月圭吾編 『長野県風土記』 旺文社、1986年